# Nowe dialekty mieszane

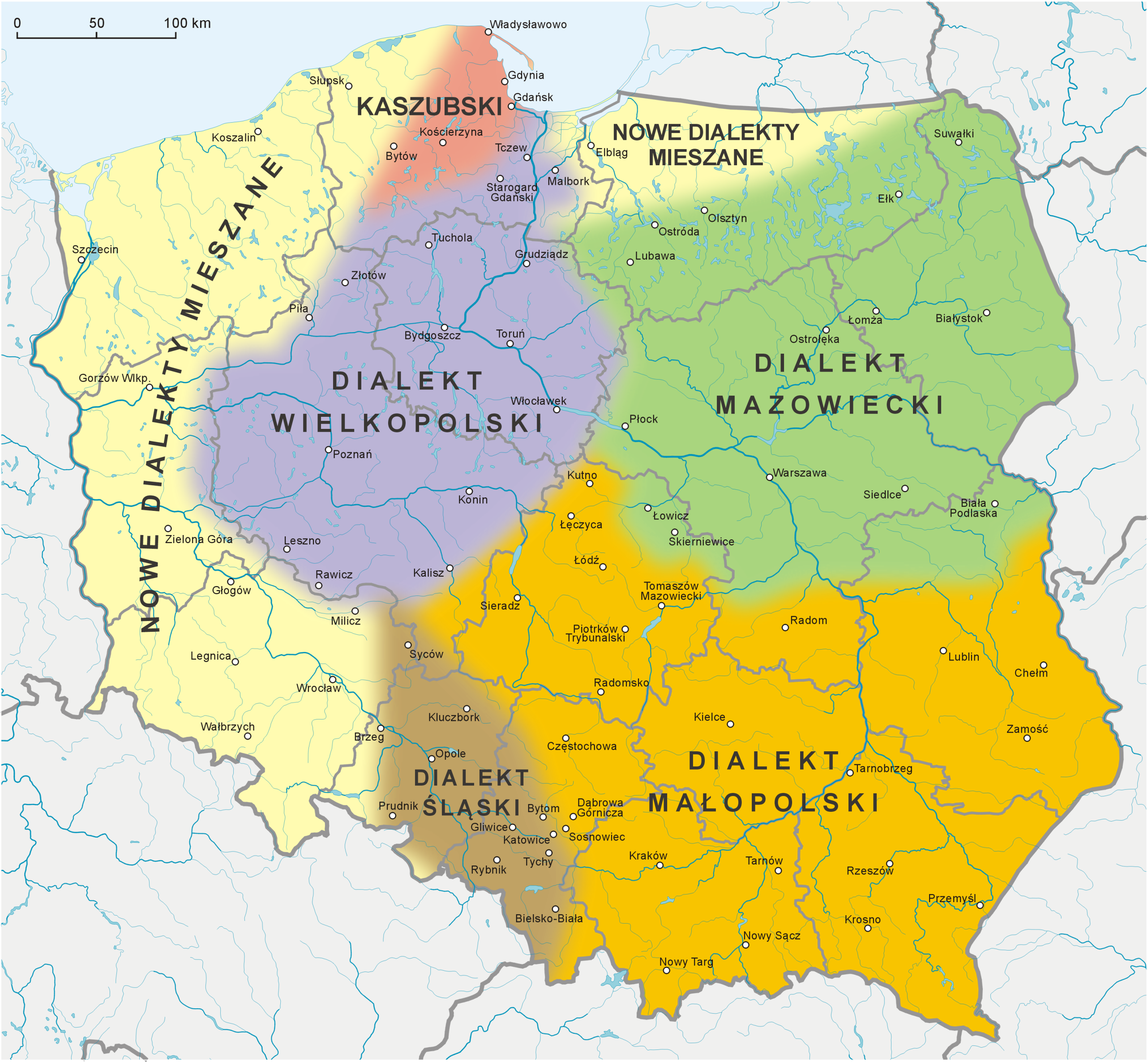
Nowe dialekty mieszane na mapie dialektów polskich według Stanisława Urbańczyka

Nowe dialekty mieszane – ogólne określenie na nowsze gwary języka polskiego uformowane w wyniku wymieszania się dialektów przyniesionych przez osadników polskich na Ziemie Odzyskane po roku 1945. Z powodu odmienności językowej, jaka występowała pomiędzy ludnością nowych terenów Polski, często uniemożliwiającej swobodną komunikację, język ogólnopolski (zwany również literackim), zastępował gwary regionalne wyjątkowo szybko. W rezultacie na terenach tych występuje obecnie właściwie tylko język literacki z niewielkimi naleciałościami regionalnymi, o charakterystyce zależnej od pierwotnej gwary przeniesionej przez nowe grupy ludności. Współcześnie dialekty mieszane obejmują większy obszar niż wskazują na to mapy dialektologiczne i pojawiają się na terenach, na których używa się innych polskich gwar, np. warmińskiej i mazurskiej.
Dialekty mieszane tworzyły:
- gwary przyniesione przez ludność wcześniej zamieszkującą kresy – północnokresowe (Litwa, Białoruś) i południowokresowe (Ukraina)
- gwary ludności zamieszkującej wcześniej Polskę – mazowieckie, małopolskie, wielkopolskie
- szczątki polskich gwar, które pozostały na Ziemiach Odzyskanych mimo wpływów języka niemieckiego.

Mowa polska pojawiła się:
- na Pomorzu Zachodnim, zastępując gwarę zachodniopomorską języka dolnoniemieckiego
- na Dolnym Śląsku, zastępując dialekt śląski języka niemieckiego
- na terenie byłych Prus Wschodnich, zastępując dialekt dolnopruski języka dolnoniemieckiego.

Stanisław Urbańczyk dzieli nowe dialekty mieszane na trzy grupy:
- południową z dominacją chłopów małopolskich
- północno-zachodnią z dominacją chłopów wielkopolsko-kujawsko-pomorskich i Polaków z Ukrainy
- północną z dominacją chłopów mazowieckich i Polaków z Litwy i Białorusi.